# Goldenfels (Schiff, 1970)
Die Goldenfels, das Typschiff der ST-Klasse und das fünfte Schiff dieses Namens und daher auch oft als Goldenfels (5) bezeichnet, war ein 1969 gebautes Frachtschiff, das von 1970 bis 2007 für verschiedene Reedereien und unter verschiedenen Flaggen fuhr.

## Bau und technische Daten
Das Schiff wurde am 16. Juni 1969 mit der Baunummer 581 bei den Flender-Werken in Lübeck auf Kiel gelegt und lief dort am 18. November 1969 vom Stapel. Es war 153,27 m (Lüa) bzw. 144,02 m (LzdL) lang und 22,92 m breit und hatte eine Seitenhöhe von 13,52 m. Der Tiefgang betrug 9,01 m als Freidecker, 10,01 m als Volldecker. Das Schiff war als Freidecker mit 7.470 BRT und 4.430 NRT vermessen und hatte eine Tragfähigkeit von 11.888 tdw. Als Volldecker war es mit 10.743 BRT bzw. 6.868 NRT vermessen und hatte eine Tragfähigkeit von 13.956 tdw. Ein einfachwirkender, umsteuerbarer Siebenzylinder-Zweitakt-Schiffsdieselmotor von MAN des Typs K 7 Z 78/155 F mit 12.250 PSe bei 122 Rpm, der direkt auf den Festpropeller wirkte, ermöglichte eine Geschwindigkeit von maximal 19,2 Knoten. Bis zu 473 TEU-Container konnten geladen werden, die mit dem bordeigenen Ladegeschirr von zwei 75-t Stülcken-Schwergutbäumen an Bord genommen werden konnten. Die Besatzung bestand aus 53 Mann. Vier Personen konnten als Passagiere mitgenommen werden.

## Laufbahn
Die Goldenfels wurde am 28. Februar 1970 von der Deutschen Dampfschifffahrts-Gesellschaft „Hansa“, Bremen, als Semicontainerschiff in Dienst gestellt. Sie war das erste von insgesamt zehn Schiffen der so genannten ST-Klasse der DDG „Hansa“. Mit der Goldenfels und der Gutenfels eröffnete die DDG „Hansa“ im März 1970 einen Vollcontainerdienst vom Mittelmeer und der USA-Ostküste nach Deutschland.
Nachdem die DDG „Hansa“ und die Vallain & Fassio e Compagnia Internazionale di Genova aus Genua 1971 die gemeinsame Tochter Atlantica S.p.a. in Genua gegründet hatten, wurde die Goldenfels an die Atlantica Line verchartert, für die das Schiff bis 1974 unter dem Namen Atlantica Montreal fuhr. Die Atlantica Montreal versah, gemeinsam mit den Schiffen Atlantica New York, Atlantica Livorno und Atlantica Genova, einen Containerdienst von Neapel, Livorno, Genua und Marseille nach New York, Boston und St. John’s. Als die französische Reederei Chargeurs Réunis, mit ihrer Fabre Line in Marseille, Anfang 1972 dem Dienst beitrat, brachte sie das Vollcontainerschiff Atlantica Marseille in den Dienst ein, der daraufhin auf die Häfen Barcelona und Lissabon sowie Baltimore und Norfolk ausgedehnt wurde.
Im September 1974 wurde das Schiff aus der Charter bei Atlantica Line entlassen und ab November 1974 bei den Flender-Werken zum Stückgutfrachter umgebaut. Es erhielt vier zusätzliche 10-t-Ladebäume und drei 5-t-ASEA-Säulenkräne. Nach dem Umbau war es als Freidecker mit 7.453 BRT, 4.742 NRT vermessen und hatte eine Tragfähigkeit von 11.770 tdw, als Volldecker waren es 10.543 BRT, 6.868 NRT und 14.390 tdw. Die Besatzung zählte nunmehr 39 Mann. Das Schiff erhielt seinen ursprünglichen Namen zurück und fuhr wieder für die DDG „Hansa“ bzw. ab 7. Dezember 1978 für die Hansa Linie GmbH, Bremen.
Am 25. Januar 1980 wurde die Goldenfels nach der Konkurs-Anmeldung der DDG „Hansa“ für DM 13.200.000 an die Denebola Ltd. in Singapur verkauft und für die Dauer von drei Jahren von der DDG „Hansa“ zurückgechartert. Diese Charter wurde jedoch bereits im Januar 1981 im Zuge der Liquidation der DDG „Hansa“ vorzeitig beendet, und das Schiff wurde an Torm Singapore (Pte.) Ltd. in Singapur verkauft, eine Tochtergesellschaft der Dampskibsselskabet TORM in Kopenhagen, die es in Torm America umbenannte.
1983 charterte die Hamburg Südamerikanische Dampfschifffahrts-Gesellschaft das Schiff und benannte es um in Santa Clara. Die Hamburg-Süd kaufte das Schiff am 6. Februar 1984 und verkaufte es im August 1984 weiter an die Samocean Ltd. in Apia (Westsamoa), in der die Hamburg-Süd eine 50-prozentige Beteiligung hielt. Das Schiff erhielt den neuen Namen Tausala Samoa und fuhr im Liniendienst zwischen Westeuropa und dem Südpazifik. Die Bereederung erfolgte nunmehr durch die Hamburg-Süd-Tochter Columbus-Line Management in Hamburg. 1990 wurde das Schiff erneut umbenannt, diesmal in Ninghai. Am 13. Februar 1991 wurde es an die Freedom Investments Corp. in Panama verkauft und in MSC Ariane umbenannt. Die Bereederung erfolgte zunächst durch die Mediterranean Shipping Co. in Genf, dann ab 1996 durch deren Tochter MSC Ship Management (Hong Kong) Ltd. in Hongkong. Das Stülcken-Schwergutgeschirr wurde ausgebaut und das Schiff dann als Container-Feeder eingesetzt.

## Abbruch
Im Dezember 2007 wurde das Schiff für den Preis von US$ 262 pro Tonne zum Abbruch nach Indien verkauft,  dort am 12. Dezember 2008 in Alang auf den Strand gesetzt und anschließend abgebrochen.